# 井田國彦
井田 國彦（いだ くにひこ、旧芸名；井田 州彦・井田 弘樹、1963年8月11日 - ）は、日本の俳優である。埼玉県出身。

## 人物・来歴
- 劇団ひまわり、劇団東京乾電池[1]。吉本興業所属を経て独立し、株式会社スリーベイシスを設立。フジテレビの平岩弓枝ドラマシリーズ『花祭』でテレビドラマデビュー[1]。
- 幅広いジャンルの演技に挑む個性派の俳優である。俳優活動以外にも、芸術活動として、舞台を中心とした、映画・TV番組等の企画・演出、脚本、プロデュースも手掛ける。
- 写真家・映像作家としても精力的な活動をしている。コロナ禍で苦しむ劇団や新人俳優の姿を描いたドキュメンタリー映画「舞台をとめるな！」では監督を務めた。また、TokyoOrympic2020ではカメラマンとして参加している。
- 音楽活動も長く、映画音楽やTV番組テーマソング等の作詞作曲にも取り組んでいる。バンド活動時代（ICE)ではボーカルを担当。LubeleLuberaとして活動した時期もある。
- 2023年10月13日、浅草警察署「一日警察署長」に就任し浅草仲見世商店街を練り歩き、特殊詐欺への注意を呼びかけた[2]。
- 公益財団法人日本国防協会では理事を務めている。
- さいたま市立桜木小学校、さいたま市立桜木中学校 、埼玉県立川口高等学校、東京デザイン専門学校卒業[3]
- 過去には東京乾電池オフィス、吉本興業に所属していた。
- 「Infinity Dramatic Art」IDA演劇UNION　(劇団漂流船)主宰として、社会に貢献できるエンターテインメント製作活動を続けている。また、吉本興業時代に立ち上がった「よしもとザ・ブロードキャストショウ」では、座長だった。
- 株式会社スリーベイシスの代表取締役。
- 主な出演作品には、1998年テレビドラマ『GTO』（勅使河原優）、『ゼイラム』（鉄平）を代表とするように、普段は弱腰な男性役が定番の役どころではあるが、凶悪犯、犯人、政治家、刑事、コミカルなフェミニストなど幅の広い演技を見せる。
- 2010年に舞台上演された脚本演出作品「沈まない夕陽」は、癌の治療で苦しんでいる人たちの為作品として、より多くの人々の目に触れる事となった。また、翌年には、映像化（脚本監督）もされ、新聞でも大きく取り上げられた。また、2021年には、小劇場の舞台裏を描いた新感覚ドキュメンタリー映画『舞台をとめるな！』の監督作品を発表した。

## 出演

### テレビドラマ

#### NHK
- 春よ、来い（1994年） - 塚田英之
- 徳川慶喜（1998年） - 安島帯刀
- ドラマ愛の詩「ズッコケ三人組」（1999年、NHK教育テレビ）
- 柳生十兵衛七番勝負 島原の乱（2006年） - 徳川家光
- 人生はフルコース（2006年）

#### 日本テレビ
- 太陽にほえろ! 第623話「マイコン刑事登場!」（1984年） - 加藤幸夫
- 勝手にしやがれヘイ!ブラザー（1990年）
- 幸福の王子（2003年）
- 火曜サスペンス劇場
  - 「わが町1」（1992年）
  - 「わが町5」（1994年）
  - 「弁護士・朝日岳之助12」（1999年）
  - 「松本清張スペシャル・鬼畜」（2002年） - 信用金庫行員
- 火曜ドラマゴールド / 「現代に甦った闇の死置人 あなたの怨み晴らします」（2007年） - 吉岡正雄

#### TBS
- 仮面ライダーBLACK 第6話「秘密透視のなぞ」（1987年、毎日放送） - 高野史郎
- ママハハ・ブギ（1989年）
- ドラマ30「みちのく温泉逃避行」（1994年）
- 愛の劇場「ひよこたちの天使」（1996年）
- よい子の味方（2004年） - 伊東達也
- いのちの現場から（2004年） - 篠崎聡
- 湯けむりウォーズ〜女将になります〜（2005年） - 尾崎直也
- ジョシデカ!-女子刑事-（2007年） - 畑山来実の父
- 女子大生会計士の事件簿（2008年） - 和気礼一
- 温泉へGo!（2008年） - 岩城隆志
- シュラバッ!（2008年） - 奥田幸二
- ママの神様（2008年） - 小田桐博
- 月に祈るピエロ（2013年）
- 水戸黄門 第2シリーズ 第1話「じゃじゃ馬姫と九州路 -水戸〜中津-」（2019年5月19日、BS-TBS） - 竹原嘉門
- 月曜ドラマスペシャル
  - 金田一耕助の傑作推理「幽霊座」（1997年） - 音丸
  - 「ブライダルコーディネーターの事件簿1」（1997年） - 村上
- 月曜ミステリー劇場
  - 「外科医零子2」（2002年） - 丸山信人
  - 「弁護士高見沢響子6」（2003年） - 山北信夫
  - 「告発弁護士シリーズ5」（2003年） - 中谷公彦
  - 「ムコ入り刑事 高山家・明の事件ファイル」（2003年） - 大山史郎
  - 「自治会長・糸井緋芽子社宅の事件簿3」（2003年） - 堀口邦彦
  - 「上条麗子の事件推理4」（2004年） - 渡辺伸二
  - 「カードGメン・小早川茜8」（2005年） - 四十物隼
- 月曜ゴールデン
  - 「税務調査官・窓際太郎の事件簿15」（2007年） - 衣笠郁夫
  - 「刑事シュート しゅうと&ムコの事件日誌2」（2010年） - 四谷正春
  - 「緑川警部シリーズ」（2010年　-　2013年） - 水沼亮介
  - 「イソベン・里村タマミの事件簿1」（2010年） - 加納記者
  - 「血痕 警科研・湯川愛子の鑑定ファイル3」（2010年） - 杉原三郎
  - 「美食カメラマン 星井裕の事件簿1」（2010年） - 南川雄一
  - 「正義の証明」（2011年） - 鍛冶修
  - 「山岳刑事1」（2012年） - 鎌倉俊樹
  - 「ホームドクター・神村愛2」（2013年） - 黒田真
  - 「刑事夫婦」（2014年 - ） - 小早川秀樹
  - 「狩矢警部シリーズ15」（2015年） - 倉元浩市

#### フジテレビ
- 青い瞳の聖ライフ（1984年） - レギュラー
- しゃぼん玉（1991年） - レギュラー
- 悪霊島（1991年） - 荒木定吉
- 不思議少女ナイルなトトメス 第49話「聖ナイルの悪魔」（1991年） - 聖ナイルの悪魔
- 世にも奇妙な物語
  - 第2シリーズ「目撃者」（1991年5月9日）
  - 第3シリーズ「青い鳥」（1992年5月14日）
  - ’96春の特別編「怪我」（1996年3月25日） - 村上刑事
- 事件（1992年）
- 小池真理子サスペンス 恐怖配達人「運の問題」（1992年）
- Age,35 恋しくて（1996年）
- コーチ（1996年）
- 英二ふたたび（1997年）
- 彼女たちの結婚レギュラー（1997年） - 殿山豊
- ニュースの女（1998年） - 望月明夫
- 恋はあせらず - 鎌田ディレクター
  - 第9話「大どんでんがえし」（1998年6月10日）
  - 第10話「ピンチはチャンス」（1998年6月17日）
  - 第11話「サヨナラ」（1998年6月24日）
- GTO（1998年） - 勅使河原優
- 隠密奉行朝比奈  第2シリーズ 第6話「逃げる女・鳥取砂丘の決闘（1999年） - 篠原一馬
- 殴る女（1999年） - 望月明夫
- 氷の世界（2000年） - 湯川裕之
- 花村大介（2000年）
- やまとなでしこ（2000年） - 岡本寛
- 御家人斬九郎 第5シリーズ 第1話「迷惑な忠義者」（2001年） - 土田伊織
- ルーキー! 第5話「刑事が110番するとき」（2001年5月8日、関西テレビ） - 原田一彦
- ショムニ（2002年） - 山下健二
- ダブルスコア（2002年） - 加瀬哲夫
- アットホーム・ダッド（2004年）
- ヒミツの花園（2007年） - 里中潤一郎
- あしたの、喜多善男（2008年） - 新庄刑事
- コード・ブルー -ドクターヘリ緊急救命-（2008年） - 宮本茂
- SMOKING GUN〜決定的証拠〜（2014年） - 蔵森哲郎
- それぞれの断崖（2019年） - 長瀬一哉
- 金曜エンタテイメント
  - 「名探偵 明智小五郎II 吸血カマキリ」（1995年7月）
  - 「ドーラク弁護士」（1999年） - 十和田雄大
  - 山村美紗サスペンス京都女優シリーズ「京都・呪いの十二単衣殺人事件」（2000年） - 中屋礼一郎
  - デパートガール探偵（2000年）
  - 「スチュワーデス刑事5」（2001年）
- 東海テレビ制作昼ドラマ
  - 幸福の予感（1996年） - 寺田修
  - 氷炎 死んでもいい（1997年）
  - 幸せ咲いた〜結婚相談所物語〜（2003年） - 山中良治
  - 牡丹と薔薇（2004年） - 牧賢太郎
  - 非婚同盟（2009年） - 谷本宇佐緒
  - 赤い糸の女（2012年） - 伝馬
- 金曜プレステージ
  - 「ドクター小石の事件カルテ2」（2006年） - 穴山宣年
  - 「浅見光彦シリーズ32」（2008年） - 峰沢総一郎
  - 「鳩村周五郎10」（2012年） - 猪原達三
- 赤と黒のゲキジョー / 「検事・霞夕子7」（2014年） - 葵圭作

#### テレビ朝日
- 暴れん坊将軍シリーズ
  - 暴れん坊将軍II
    - 第12話「めおと千両大漁節」（1983年） - 仙太
    - 第177話「母哀し、裏切りの二重奏!」（1986年） - 幸次郎

  - 暴れん坊将軍III 第8話「晴れて夫婦の目安箱」（1988年） - 清太郎
  - 暴れん坊将軍X 第22話「運命のいたずら! 父の仇に恋した女」（2000年） - 矢島小次郎
- 必殺仕事人V（1985年） - 近藤清太郎
- 超人機メタルダー  第25話「とびだせ! ジャック電撃応援団」、第26話「ぶっちぎり! 炎のジャック野郎」（1987年） - 軽闘士見習い・時田
- はぐれ刑事純情派（1993年） - 津山共平
- 新空港物語（1994年）
- 殿さま風来坊隠れ旅（1994年）
- 将軍の隠密!影十八（1996年） - 文吉
- はみだし刑事情熱系（1997年） - 矢崎敏
- 舞妓さんは名探偵!（1999年） - 浅川百葉
- 八丁堀の七人（2000年） - 清吉
- アナザヘヴン（2000年） - 両角刑事
- 科捜研の女
  - SEASON 2 最終話「アリバイ証明率0%の罠 髪の長い女を捜せ！」（2000年12月14日） - 難波菊之助
  - SEASON 3 第2話「京都陶芸界、砕け散る殺意！」（2001年11月8日） - 円城寺光斎
  - SEASON 19 第10話（2019年7月18日） - 鶴橋善也
- 土曜ワイド劇場
  - 「復讐相続の女」（2000年） - 加納秋彦
  - 「牟田刑事官VS終着駅の牛尾刑事そして事件記者冴子1」（2001年） - 堂本真人
  - 「駅弁探偵殺人事件」（2001年） - 正木良作
  - 「山村美紗サスペンス」（2003年） - 高瀬正文
  - 「警視庁女性捜査班4」（2003年） - 山浦誠
  - 「火災調査官・紅蓮次郎3」（2004年） - 山吹浩二
  - 「フリー女子アナの殺人リポート」（2004年） - 松岡洋一
  - 「京都殺人案内27」（2004年） - 平野淳
  - 「鉄道捜査官6」（2005年） - 佐野勇
  - 「終着駅シリーズ20」（2006年） - 佐山勝行
  - 「京都南署鑑識ファイル」（2005年 - ） - 立石勝彦
  - 「西村京太郎トラベルミステリー47」（2006年） - 谷口警部
  - 「温泉 (秘) 大作戦5」（2008年） - 石井一也
  - 「牟田刑事官VS終着駅の牛尾刑事そして事件記者冴子8」（2008年） - 谷口知也
  - 「広域警察・ふたりの刑事」（2010年） - 白井祐司
  - 「法医学教室の事件ファイル41」（2015年） - 町田誠
  - 「温泉 (秘) 大作戦15」（2015年） - 涌井圭吾
  - 「ショカツの女12」（2016年） - 速水勇作
  - 「終着駅の牛尾刑事VS事件記者・冴子16」（2017年） - 杉村隆
- 日曜プライム　
  - 「おかしな刑事18」（2018年） - 山際通
- オヤジ探偵（2001年） - 苅部武史
- 恋人はスナイパー（2001年） - 榊原和昌
- 相棒
  - season1 第4話「下着泥棒と生きていた死体」（2002年10月30日） - 織田國男
  - season12 第7話「目撃証言」（2013年11月27日） - 片山遼
- 逮捕しちゃうぞ（2002年）
- 異議あり!女弁護士大岡法江（2004年） - 沼田博之
- 女刑事みずき〜京都洛西署物語〜（2005年） - 堀譲
- 刑事部屋〜六本木おかしな捜査班〜（2005年） - 黒田卓哉
- ああ探偵事務所（2005年） - 塚田マネージャー
- 七人の女弁護士（2006年） - 池内健一
- 吉祥天女（2006年） - 小川雪政
- 轟轟戦隊ボウケンジャー 第3話「覇者の剣」（2006年） - 山谷一正
- 白虎隊（2007年） - 大久保利通
- 遠山の金さん（2007年） - 清吉
- 打撃天使ルリ（2008年） - 田島洋一
- 警視庁捜査一課9係
  - （2009年） - 本多数馬
  - （2013年） - 桜田雅和
  - （2015年） - 小柳教授
- Answer〜警視庁検証捜査官（2012年） - 滝沢圭一
- ダブルス〜二人の刑事（2013年） - 横山和樹
- 遺留捜査
  - （2014年） - 榎戸亘
  - （2017年） - 野村敦
- 警視庁・捜査一課長（2016年） - 秋本公平
- 仮面ライダーゴースト 第39話「対立! 父と娘!」、第40話「勇気! 悲壮な決断!」（2016年） - 夏目真一郎
- 検事・佐方〜恨みを刻む〜（2020年） - 吉田譲

#### テレビ東京
- 怨み屋本舗（2009年） - 太田信彦
- 新・刑事吉永誠一（2014年） - 横田俊一
- 男と女のミステリー時代劇（2016年、BSジャパン） - 寅助
- 江戸前の旬 第10貫「太巻き親子巻き」（2018年12月15日、BSテレ東） - 遠山義明
- 女と愛とミステリー
  - 「不倫調査員・片山由美5」（2004年） - 津川信也
  - 「密会の宿3」（2005年） - 渡辺彬
  - 「信濃のコロンボ事件ファイル」（2005年）- 峰岸雄司
  - 「指紋捜査官・塚原宇平の神業」（2005年 - ） - 額賀憲一
- 水曜ミステリー9
  - 「警視庁黒豆コンビ2」（2006年） - 植田俊孝
  - 「捜査検事・近松茂道6」（2006年） - 楠本警部
  - 「北アルプス山岳救助隊・紫門一鬼9」（2007年） - 辰見警部補
  - 「女かけこみ寺 刑事・大石水穂1」（2008年） - 鶴風左近
  - 「銀座高級クラブママ青山みゆき2」（2007年） - 永井彰
  - 「沖縄リゾート　コンシェルジュ具志堅陽子の名推理」（2012年） - 石河弘雄
  - 「特命おばさん検事! 花村絢乃の事件ファイル」（2012年 - ） - 坂本直弘
  - 「湯けむりドクター華岡万里子の温泉事件簿7」（2013年） - 野中求
  - 「介護ヘルパー紫雨子の事件簿2」（2013年） - 成田政則
  - 「最強の法廷 裁判官桜子と10人の評決」（2015年） - 湯川康夫

#### WOWOW
- 空飛ぶタイヤ（2009年） - 富田弁護士

#### その他
- エンドレスアフェア〜終わりなき情事〜（2014年、LaLa TV） - 武田

### 映画
- 陽暉楼（1983年） - 忠（17歳）
- 真夜中の河（1988年・横浜映画祭審査員特別賞受賞作品） - 上原
- 未来忍者 慶雲機忍外伝（1988年）
- その男、凶暴につき（1989年） - 塩田
- 226（1989年） - 湯川康平
- ゼイラム（1991年） - 配線工事人・鉄平
- ゼイラム2（1994年） - 鉄平
- 凶銃ルガーP08（1994年） - 長田刑事
- お天気お姉さん THE WEATHER WOMAN（1995年） - 山辺マサオ
- WINDS OF GOD（1995年） - 松島少尉
- Shall we ダンス?（1996年） - 金子貞二
- 目を閉じて抱いて（1996年） - 高柳
- 復讐 THE REVENGE 消えない傷痕（1997年） - 西英介
- タオの月（1997年） - 門番
- シングル・ブルー（1999年）
- アナザヘヴン（2000年） - 両角刑事
- 黄泉がえり（2003年）
- スクールウォーズ・HERO（2004年）
- 力道山（2006年）
- ポチの告白（2006年） - 北村
- 覇王I 凶血の系譜（2006年） - 内藤新宿一家舎弟頭補佐 司馬晶
- 涙でいっぱいになったペットボトル カンペの手紙（2007年） ※友情出演
- 神様のパズル（2008年）
- ヘブンズ・ドア（2009年） - 白石良一
- 忘れられない、あの夏（2010年）
- 女王の島（2010年）
- Cool blue（2012年）
- ファイナル・ジャッジメント（2012年） - オウラン軍の隊長
- 新・SとM 劇場版（2013年） - 戸田誠
- ライズ-ダルライザーTHE MOVIE（2017年7月公開）
- 信虎（2021年11月） - 内藤昌秀

### Vシネマ
- 復讐 THE REVENGE 消えない傷跡（1997年）
- ダブルキャスト（1998年）
- 実録・事件/北海道“夫殺し”冷凍怪奇事件（2003年）
- 春ふたたび（2004年）
- ミナミの帝王 ヤング編 金貸し 萬田銀次郎（2006年）
- みうらじゅんの一切無い殺意 ~折野則雄の事件簿~（2006年）
- 本当は怖い童謡（2007年）
- 新まるごし刑事！チャイルドを救出せよ！（2009年） - ソフト制作会社ペインキラー プロデューサー 須磨アキラ
- 黒い誘惑 裏探偵凛子（2010年）
- 黒い誘惑 引き裂かれた姉妹愛（2010年）
- 新・極道の紋章4・5（2015年） - 七代目駿河黒政一家ウサミ組組長
- 仁義なきやくざ（2015年） - 松若組若頭補佐 黄龍会会長 長友
- 日本統一9（2015年）名古屋 三代目重光一家若頭補佐 遠藤勝
- 大激突 果てなき抗争（2018年） - 黒川組若頭補佐 藤岡総業組長 藤岡計
- 疵と掟（2018年） - 萬田会大鶴一家若頭 山形龍平
- 制覇20（2019年） - 錦城会系松下組組長 松下英雄
- キングダム 〜首領になった男〜（2019年） - 虎牙一家舎弟頭 山岡一豊
- 織田同志会 織田征仁1・2・3（2020年） - 横浜港署署長 岩村輝幸

### 舞台
- 劇団マガジン（1983年）
- 花組芝居（1983年 - 1984年）
- ひまわりの棺（青春五月党、1990年）
- かおり（フジテレビCGセンター制作）
- ミュージカル「Continu21」（よしもとブロードキャストショー、2001年12月、大阪ライズONEシアター）
- 地下街のサンライズ（よしもとブロードキャストショウ、2002年2月、大阪ライズONEシアター）
- 吉本ミステリー劇場（2002年7月、横浜ロイヤルパークホテル みなとみらい）
- ブラックコメディー（よしもとザ・ブロードキャストショウ、2003年6月、一心寺シアター） - 主演
- やけたトタン屋根の猫（2005年6月、一心寺シアター） - 主演・ブリック
- グルメ探偵 赤星好太郎 事件ファイル『殺しの前に、乾杯を!』（2006年、一心寺シアター）
- …もうひとりの君に!〜夏子〜 東京公演（2007年5月） ※厚生労働省社会保障審議会特別推薦児童福祉文化財 特別賞受賞
- 朗読劇 苦情の手紙（2007年8月、新宿サンモール）
- オープンthe・show（劇団たいしゅう小説家・企画ユニット COMEDY TRAIN 2号、2008年4月、芸術劇場/名鉄ホール） - 主演
- 大川わたり（2009年4月、明治座） - 与野吉
- 安倍内閣（2010年12月、本多劇場） - 鯉沼
- エチュード（2011年3月、青山円形劇場）
- から騒ぎの森（2011年5月）
- 雨やどり恋歌（2011年6月、御園座/2011年10月、博多座/2012年3月、新歌舞伎座）
- 銀河英雄伝説 第二章 自由惑星同盟篇（2012年4月、東京国際フォーラム/大阪NHKホール） - トリューニヒト
- 四谷怪談（2012年8月、新歌舞伎座）
- おさんとおしの（2012年9月、明治座）
- 昨夜の幽霊 今朝の女房（2012年10月、中日劇場）
- 昨夜の幽霊 お黙り劇場（2013年6月、中日劇場）
- 白糸の滝（2013年8月、中日劇場）
- 銀河英雄伝説 第三章 内乱（2013年3月、青山劇場） - トリューニヒト
- 昨夜の幽霊 今朝の女房（2013年11月、博品館）
- 幸せ地蔵（2014年1月、中日劇場）
- 銀河英雄伝説 第四章 後篇 激突（2014年2月、青山劇場） - トリューニヒト
- ツルゲーネフのはつ恋〜年越しの大感謝祭篇〜（劇団たいしゅう小説家企画、2014年12月、萬劇場）
- ジャンヌダルク(2020年）読売ホール
- 赤いハートと蒼い月（2024年5月富士見市★きらら）

### バラエティ
- 快傑えみちゃんねる（関西テレビ）
- 音革命FUTURE（テレビ愛知）
- 松井誠と井田國彦の名古屋見世舞（テレビ愛知）
- 今夜はえみぃ〜GO!!（MBS）
- 〜明日も絶対〜パチるん?（群馬テレビ/テレ玉/チバテレビ/パチ・スロ サイトセブンTV）
- 笑×演（テレビ朝日）
- ワールド極限ミステリー(TBS)2023.10.13オンエアー

## 演出/脚本/プロデュース

### 映画/DVD/TV番組/配信　(演出/脚本/プロデュース)
- 女王の島4部作　/編集/音楽/出演
- アイコレアイ情報番組特番（テレ玉）演出
- アイコレJ情報バラエティー（BSジャパン）#1-#4 演出/ #5-#12監修
- アイコレNEWS情報番組(CS)演出/2010年4月16日から
- 音楽天使 脚本演出/主演：井田國彦（テレビ愛知）音革命2007年7月期連続ドラマ
- 占い探偵QW 脚本演出/主演：井田國彦（テレビ愛知）音革命2007年10月期連続ドラマ
- 〜明日も絶対〜パチるん? 総演出（群馬テレビ、パチ・スロ サイトセブンTV、テレ玉、千葉テレビ）
- キッズNOW!（子供バラエティー番組）企画構成/プロデュース/演出/音楽（テレ玉/JCOM）
- クラブキッズ（子供バラエティー番組）コーナー演出・楽曲提供(JCOM)
- OLの秘密 DVDシネマ 演出/井田國彦
- 松井誠と井田國彦の名古屋見世舞（テレビ愛知）企画/出演
- 舞台をとめるな　監督・撮影・編集・リポート (2020年11月）eプラス配信
- その他　DVDシネマ　監督・音楽・出演

### 舞台（演出/脚本/プロデュース）
- 上野ストアハウス/『暗闇に咲く花』(2012.1)（演出/脚本/プロデュース）
- 武蔵野芸能劇場/『明日との約束』(2011.4)（演出/脚本/プロデュース）
- 萬劇場/『愛在る領域』(2011.5) （演出）
- ラフォーレ原宿/劇団漂流船『沈まない夕陽』(2010.11.28)（演出/脚本/プロデュース）
- 大阪世界館/劇団漂流船『沈まない夕陽』(2010.11.12〜13)（演出/脚本/プロデュース）
- 全労済ホールスペース・ゼロ/D♥Nプロデュース「夏唄日記」演出
- 東京芸術劇場/劇団たいしゅう小説家「幸せの向こう側」企画/脚本/演出2009年4月
- 東京芸術劇場/劇団たいしゅう小説家「SHURABA」脚本/演出2009年7月
- 武蔵野芸能劇場/劇団漂流船『慟哭の光』(2010.7.9〜11)（演出/脚本/プロデュース）
- 笹塚ファクトリー/劇団漂流船『沈まない夕陽』(2010.3.25〜28)（演出/脚本/プロデュース）
- 銀座小劇場/劇団漂流船『ユメミソウ』(2009.11.6〜8)（演出/プロデュース）
- 笹塚ファクトリー/劇団漂流船『幽霊レストラン」（2008.1.23〜25）@（演出/プロデュース）
- 笹塚ファクトリー/劇団漂流船『ランナー』(2008.8.28〜31)@（演出/脚本/プロデュース）
- 神楽坂die pratze/劇団漂流船『スターになった男』(2008.5.15〜18)@（演出/脚本/プロデュース）
- 笹塚ファクトリー/劇団漂流船『涙の芸人ブルース』(2007.10)天使の羽〜殺しても殺されても幸せだった彼@（演出/脚本/プロデュース）
- 六行会ホール/バルジライプロジェクト『Quo Vadis』(2007)2月2〜4日（演出/脚本）
- バルジライプロジェクト『十戒・序章』(2006)（演出/脚本）

### NEWSエンターテインメント自主公演
- 埼玉会館小ホール(演出脚本プロデュース）
  - 2002年「防空豪の仲間達」
  - 2003年「幸せの箱」
- さいたま芸術劇場大ホール(演出脚本プロデュース）
  - 2004年「青い空の彼方へ」
  - 2005年「時間の扉」
  - 2006年「魔法の仮面」
- 埼玉会館大ホール (プロデュース）
  - 2007年4月「素敵な宝石箱」
  - 2008年4月
  - 2009年4月

## 音楽

### 映画/DVD/TV（作曲/プロデュース）
- 映画『女王の島』作曲/音楽プロデュース/出演
- 映画『お天気お姉さん/お天気お姉さんR』（WeatherWoman）作曲/出演
- 映画『忘れられない、あの夏』作曲/音楽プロデュース
- 映画音楽「WEATHER WOMAN」1,2 作曲(国際映画祭出品作品 23カ国）
- ベネッセビデオ「チャレンジ」 宇宙スペシャル 作曲

### 出演CM/歌
- 2010年5月 「竜呼おどり」音楽CD制作/唄：井田國彦
- 東京電子工学院CMソング(作詞/ライブ出演）

## イベント（演出/音楽/プロデュース）
- 2008年10月12日 日本の祭り-さいたまつり部門演出（2007.10.19〜21)
- 2010年5月 「竜呼おどり」ダンスプロデュース/唄/楽曲プロデュース